# SOHH
SOHH (Support Online Hip Hop) est un site Internet d'actualités concernant la musique hip-hop. Felicia Palmer et Steven Samuel ont fondé le site en 1996. En 2000, le rédacteur du magazine Rolling Stone Mark Binelli le nomme le « meilleur site Internet hip-hop de tous les temps ».

## Historique

### Débuts
Felicia Palmer étudie à l'Université Cornell pour devenir vétérinaire, mais elle change plus tard de but et se focalise sur des études dans les affaires. Après avoir obtenu son diplôme, elle est engagée dans une petite firme fondée par deux jeunes femmes. C'est à cet endroit qu'elle conçoit l'idée de lancer un site Internet nommé SOHH. Son époux, Steven Samuel, était membre d'un groupe de rap, les Troubleneck Brothers, qui avait commercialisé son premier album intitulé, Fuck All Y'all, en 1992. Samuel quitte le groupe et travaille en tant que facteur à New York. Palmer et Samuel lancent officiellement le site en 1996. Douze mois plus tard, le site compte 75 000 inscriptions. SOHH était initialement un magazine, mais il est par la suite transformé en site Internet à cause des coûts excessifs d'imprimerie. Il possède la plus grande communauté hip-hop actuellement en-ligne,. Le site totalise mensuellement 1,5 million de visiteurs uniques.

### Victimes d'attaques
Durant la fin du mois de juin 2008, des utilisateurs s'identifiant eux-mêmes comme des membres du groupe Anonymous se disent responsable d'une série d'attaques menées contre le site. Cette attaque aurait été faite à la suite d'insultes des membres du forum SOHH envers les utilisateurs de 4chan. L'attaque contre le site prend place peu après les événements et Anonymous floode les forums qui ferment peu après. Le 23 juin 2008, les membres s'identifiant comme des membres d'Anonymous organisent des attaques par déni de service contre le site et éliminent avec succès 60 % des serveurs. Le 27 juin 2008, les pirates utilisent un cross-site scripting pour remplacer les informations de la page d'accueil en images satiriques représentant de nombreux stéréotypes raciaux et parviennent également à voler les données personnelles des employés du SOHH.
À la suite de ces attaques, le site Internet est fermé par son administration. AllHipHop, un site Internet similaire, a également eu ses forums attaqués. Au matin du 27 juin 2008, AllHipHop.com, de nouveau en ligne, diffuse un message officiels et accuse les coupables de « cyber-terroristes » annonçant sa collaboration avec SOHH « ...pour capturer ces criminels ». Le 30 juin 2008, SOHH diffuse un message officiel concernant ces attaques perpétrées sur sa page d'accueil. Ce message explique que les coupables « visaient spécifiquement les communautés noire, hispanique, asiatique et juive implantées dans la culture hip-hop » et liste de nombreux sites Internet orientés hip-hop qui clament avoir été attaqués par les mêmes personnes. Il conclut également qu'il coopérerait avec le FBI pour traquer ces criminels.
Lors d'une entrevue, Felicia Palmer, cofondatrice de SOHH, confirme que le FBI était sur l'affaire, et qu'à chaque fois que le site avait été attaqués, les données des attaquants auraient été diffusées. Palmer indique que certains de ces criminels sont « localisés aux États-Unis, et sont âgés entre 16 et 21 ans » et qu'un bon nombre d'entre eux habiteraient Waco, au Texas. Elle pensait au départ que ces jeunes individus étaient des plaisantins, mais elle en conclurait qu'ils sont « plus que des plaisantins » et que l'attaque était de nature raciste.